# إمبراطورية الأويو
إن كانت إمبراطورية أويو إمبراطورية يوروبا المعروفة اليوم باسم نيجيريا الغربية والشمالية. وقد نمت إمبراطورية أويو التي أنشئت في القرن الرابع عشر، لتصبح واحدة من أكبر الدول الإفريقية الغربية التي عثر عليها المستكشفون السابقون للاستعمار. كما أنها نشأت من خلال المهارات التنظيمية البارزة التي تمتع بها الشعب اليوروبي والثروة المكتسبة من أعمال الفروسية القوية التي تميزت بها هذه الإمبراطورية. كانت إمبراطورية أويو أهم ولاية في المنطقة من الناحية السياسية بداية من منتصف القرن السابع عشر حتى أواخر القرن الثامن عشر، حيث لم تقتصر سيطرتها على أغلب المملكات الأخرى في جزيرة يوروبي، ولكنها شملت الدول الإفريقية المجاورة، وخصوصًا فون مملكة داهومي في جمهورية البنين المعاصرة في الغرب.

## الأصول الأسطورية
تكمن الأصول الأسطورية لإمبراطورية أويو في أورانيان (Oranyan) (المعروف أيضًا باسم أورانميان (Oranmiyan))، وهو الأمير الثاني للمملكة اليوروبية إيل إيفي (ايفي). اتفق أورانيان مع أخيه على شن غارة على جيرانهما في الشمال عقابًا لهم لما ارتكبوه من إهانة والدهما أوبا (الملك) أودودوا (Oduduwa)، أوني الأول لإيفي. تشاجر الأخوان وهم في طريقهما إلى المعركة مما أدى إلى انقسام الجيش. لقد كانت القوات التابعة لأورانيان صغيرة جدًا لدرجة أنها لا تستطيع شن هجوم ناجح، لذا حاد عن الطريق وذهب إلى الشاطئ الجنوبي حتى وصل إلى بوسا. وهناك قابله الرئيس المحلي ورفه عنه وقدّم له ثعبانًا ضخمًا وبه تعويذة سحرية برقبته.
وقد أمر هذا القائد أورانيان باتباع الثعبان حتى يتوقف في مكان ما لمدة سبعة أيام ثم يختفي في باطن الأرض. عمل أورانيان بالنصيحة وأسس أويو في المكان الذي توقف فيه الثعبان. ظل هذا المكان خالدًا في الذاكرة حاملاً اسم أجاكا (Ajaka). اتخذ أورانيام من أويو مملكته الجديدة وأصبح أول «حاكم» (تعني «ملك» أو «حاكم» في اللغة اليوروبية) وصاحب لقب «حاكم (Alaafin) أويو» (Alaafin تعني «مالك القصر» باللغة اليوروبية). بعد ذلك ترك جميع ما لديه من كنوز في إيفي وسمح لملك آخر اسمه أديمو (Adimu) بتولي مقاليد الحكم هناك.

## الفترة الأولى (من 1300 - 1535)
خلف أروانيان، الأوبا (الملك) الأول لأويو أوبا أجاكا، حاكم أويو. تمت الإطاحة بأجاكا، نظرًا لأنه كان يفتقر إلى الأفضلية العسكرية التي تميز بها الشعب اليوروبي وسمح للقادة الفرعيين التابعين له بالمزيد من الاستقلالية والحرية الشخصية. انتقلت القيادة بعد ذلك إلى شقيق أجاكا، شانغو (Shango)، الذي تألّه فيما بعد وأصبح يعرف باسم إله الرعد والبرق. وبعد وفاة شانغو عاد أجاكا مرة أخرى للحكم. اعتلى أجاكا العرش مرة أخرى بشكل يغلب عليه الطابع العدواني والاستبدادي. واستطاع خليفته، كوري (Kori)، الاستيلاء على بقية ما أشار إليه المؤرخون فيما بعد باسم أويو الحضرية.

### أويو إيل (Oyo-Ile)
كان مركز أويو الحضرية يمثل عاصمتها في أويو إيل (المعروفة أيضًا باسم كاتونجا (Katunga) أو أويو القديمة أو أويو-أورو (Oyo-oro)). وكان أهم مبنيين في أويو إيل هما «أفين» (afin)، أو قصر أوبا، وسوقه. وقد احتل القصر مركز المدينة بالقرب من سوق أوبا الذي كان يسمى «أوجا-أوبا» (Oja-oba). وحول العاصمة تم إنشاء جدار طيني طويل لغرض دفاعي ويحتوي على 17 بوابة. فأهمية هذين المبنيين الضخمين (القصر وأوجا أوبا) يشيران إلى أهمية الملك في أويو.

### الاحتلال النوبي
نمت أويو وتحولت إلى قوة داخلية هائلة بحلول نهاية القرن الرابع عشر. فقد اتسعت أرجاء الولاية اليوروبية على مدار أكثر من قرن على حساب جيرانها. أثناء عهد أونجبوجي (Onigbogi)، شهدت أويو هزائم عسكرية عدة على يد النوبيين بقيادة تسويد (Tsoede). وفي فترة ما في عام 1535، تمكن النوبة من احتلال أويو وإجبار السلالة الحاكمة لها على اللجوء إلى مملكة بورجو (Borgu). قام النوبيون بنهب العاصمة، مما أدى إلى تدمير أويو التي كانت قوة إقليمية حتى أوائل القرن السابع عشر.

## الفترة الإمبريالية (1608 - 1800)
أصبح عرش أويو خاليًا من اليوروبيين على مدار 80 عامًا باعتبارهم سلالة منفية بعد هزيمتهم على يد النوبيين. كما قاموا بإعادة تأسيس أويو بشكل أكثر مركزية وتوسعًا من ذي قبل. فقد تمكن الشعب من إنشاء حكومة استطاعت فرض سيطرتها على إمبراطورية متسعة الأرجاء. ففي غضون القرن السابع عشر، بدأت أويو في بسط مدى النمو، لتصبح إمبراطورية كبرى. لم تشمل أويو جميع الأفراد الناطقين باليوروبية، لكنها كانت أشهر مملكة في تاريخ يوروبا.

### الاستعادة والتوسيع

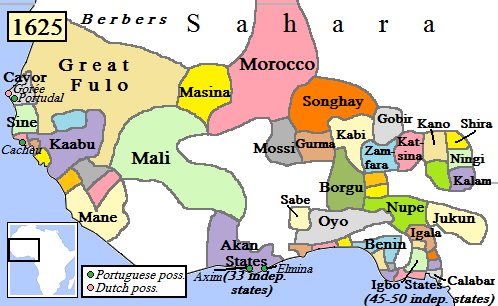
إمبراطورية أويو والدول المجاورة، 1625.

كان العامل الأساسي في قيام الشعب اليورروبي بإعادة بناء أويو الجيش القوي والحكومة الأكثر مركزية. قام اليوربيون بإعادة تسليح أنفسهم بالاستعانة بالمدرعات والفرسان، اقتداءً بأعدائهم من النوبة (الذين كانوا يطلقون عليهم اسم «طابا» (Tapa)). نجح أوبا أوفيران (Oba Ofinran)، ملك أويو، في استعادة الإقليم الأصلي لأويو من النوبيين. تم إنشاء عاصمة جديدة، باسم أويو-لبوهو (Oyo-Igboho)، وأصبحت العاصمة الأصلية تُعرف باسم أويو القديمة. بعد ذلك تمكن الأوبا التالي، إيجونوجو (Egunoju)، من احتلال جميع الأراضي اليوروبية تقريبًا. بعد ذلك، قاد الملك أورومبوتو (Orompoto) عدة هجمات للقضاء على النوبيين للتأكد من أنهم لن يمثلوا خطرًا على أويو مرة أخرى. وفي عهد الملك إيجيبيود (Ajiboyede)، أقام حفل بيري الأول، وهو عبارة عن حدث للاحتفال بالسلام في المملكة. فهذا الحدث الذي كان يتم الاحتفال به بشكل منتظم كانت له دلالة كبيرة بين اليوربيين لفترة طويلة بعد سقوط أويو.
وفي عهد خليفته أبيبا (Abipa)، سكن اليوربيون أويو إيل مرةً أخرى وأعادوا بناء العاصمة الأصلية. وعلى الرغم من فشل محاولة الاستيلاء على إمبراطورية بنين في فترة ما بين عام 1578 و1608، غير أن أويو واصلت التوسع. سمح اليوربيون بالحكم الذاتي في جنوب شرق العاصمة أويو، حيث كانت المناطق الخاصة بغير اليوروبيين بمثابة منطقة عزل بين أويو وإمبراطورية بينين. وبحلول نهاية القرن السادس عشر، كانت دولتا إيوي وأجا التابعتان لبنين الحديثة تدفعان الجزية لأويو.
- حروب داهومي

بدأت إمبراطورية أويو التي استعادت نشاطها في شن الغارات في وقت مبكر من عام 1682. وصلت حدود أويو في أعقاب التوسع العسكري لها إلى الساحل على بعد 200 ميل تقريبًا جنوب غرب عاصمتها. وقد لاقت القيل من المعارضة الجادة حتى أوائل القرن الثامن عشر. وفي عام 1728، غزت إمبراطورية أويو مملكة داهومي في حملة كبيرة من فرسانها. ومن الناحية الأخرى لم يكن لدى مقاتلي داهومي سلاح الفرسان لكن كانوا يمتلكون العديد من الأسلحة النارية. فالطلقات النارية التي كانت مع مقاتلي داهومي أرعبت خيول فرسان أوهايو ومنعتهم من القيام بالهجوم المفاجئ. كما سارع جيش داهومي ببناء الحصون أيضًا مثل الخنادق، مما أجبر جيش أويو على القتال على طريقة جند المشاة. استمرت المعركة لمدة أربعة أيام، لكن في نهاية المطاف استطاع اليوربيون تحقيق النصر بعد وصول التعزيزات. وكان لزامًا على داهومي دفع الجزية لأويو. غزا اليوروبيون داهومي سبع مرات قبل أن يتمكنوا أخيرًا من إخضاع المملكة الصغيرة في عام 1748.
- الفتح التالي

استطاعت أويو بفضل ما لديها من فرسان أن تنظم حملة ناجحة في الغزو والقمع عبر مسافات كبيرة. لقد تمكّن جيش أويو من مهاجمة الحصون الدفاعية، لكن كان من الصعب توفير المدد للجيش، لذا انسحبوا بمجرد نفاد الإمدادات. تجدر الإشارة إلى أن أويو لم تستخدم البنادق في الفتوحات الرئيسية التي قامت بها. ولم يستخدمها الجيش حتى القرن التاسع عشر. وفي عام 1764، استطاعت قوات أكان (أكيم)-داهومي أويو المشتركة هزيمة جيش أشانتي. وقد عيّن التحالف المنتصر الحدود بين الدول المجاورة. قادت أويو إحدى الحملات الناجحة في إقليم ماهي الواقع شمال داهومي في أواخر القرن الثامن عشر. كما استعان اليوربيون بقوات الدول التابعة لهم؛ على سبيل المثال قاموا بفرض حصار بحري عام 1784 على بداجري (Badagri) بالاستعانة بقوات تابعة لأويو-داهومي-لاجوس.

### التنظيم
تمركز الأفراد في بداية الأمر في العاصمة أويو. ومع التوسع الإمبراطوري، أعادت أويو تنظيم نفسها لتتمكن من إدارة ما لديها من ممتلكات واسعة داخل الأراضي اليوروبية وخارجها. فقد تم تقسيمها إلى أربع طبقات محددة حسب مدى الارتباط بالجزء الأساسي من الإمبراطورية. هذه الطبقات هي العاصمة أويو والأراضي اليوروبية الجنوبية وممر إجبادو وأراضي أجا.
- العاصمة أويو

انسجمت العاصمة أويو، بدرجة كبيرة أو قليلة، مع ولاية أويو قبل الغزو النوبي. وكان هذا المكان يمثل مركز الإمبراطورية، حيث تحدث الأوربيون اللهجة المحلية بأويو. انقسمت العاصمة أويو إلى ستة أقاليم، ثلاثة منها كانت تقع بالجانب الغربي من نهر أوجون (Ogun) وثلاثة شرقي هذا النهر. وكان يشرف على كل إقليم أحد الحكام الذين عيّنهم حاكم أويو مباشرة.
- الأراضي اليوروبية

تألفت الطبقة الثانية من الإمبراطورية من المدن الأقرب إلى أويو إيل، والتي كانت تربطهم علاقة قوية. كانت هذه المنطقة تمثل جنوب العاصمة أويو، كما أن سكانها اليوروبيين تحدثوا العديد من اللهجات المختلفة عن تلك التي كانت تتحدثها أويو. تولى قيادة هذه الدول الفرعية مجموعة الحكام الخاصة بها، وكانوا يلقبون بلقب الأوباس (Obas)، وهو ما أكده حاكم أويو.
- ممر إجبادو

تمثلت الطبقة الثالثة للإمبراطورية في ممر إجبادو الواقع جنوب غرب الأراضي اليوروبية. كان يقطن هذه المنطقة قبيلتا إجبا وإجبادو، كما كانت ضمانًا لاستمرار تجارة أويو مع الساحل. وقد أُتيحت الفرصة أمام قبيلتي إجبا وإجبادو، كغيرهم من القبائل اليوروبية، بأن يستقلوا بحكمهم. لكن تولى أجيلي (Ajele) الإشراف عليهم. هؤلاء كانوا عبارة عن مجموعة من الموظفين يعيّنهم حاكم أويو للإشراف على مصالحه ومراقبة التجارة. كما لعب أولو (Olu)، حاكم مدينة إلارو (Ilaro) دور الممثل البارز لأويو في ممر إجبادو.
- أراضي أجا

كانت أراضي أجا آخر طبقة تمت إضافتها إلى الإمبراطورية. فقد كانت الأبعد والأكثر اضطرابًا، وظلت منسجمة مع التهديدات الناجمة عن الرحلات الاستكشافية ضدها. وامتد هذا الإقليم ابتداءً من المناطق غير التابعة لليوربيين غرب ممر إجبادو حتى داخل الإقليم الخاضع للحكم الإيوي في توغو الحديثة. كما سُمح لهذه المنطقة، كجميع الدول التابعة، بدرجة معقولة من الاستقلال الذاتي طالما يتم دفع الضرائب، فالأوامر الصادرة عن أويو كانت تُتبع على نحو صارم، كما تمكن تجار أويو من الوصول إلى الأسواق المحلية. وغالبًا ما كانت تطلب أويو الجزية من العبيد. وأحيانًا كانت تشن الدول التابعة حربًا على الشعوب الأخرى للاستيلاء على العبيد من أجل هذا الأمر. وقمعت أويو العصيان بالقيام بمذابح جماعية ضد الأفراد، كما فعلت في ألدا عام 1698.

### الهيكل السياسي
وضعت إمبراطورية أويو هيكلاً سياسيًا متطورًا للغاية لفرض السيطرة على أقاليمها. لم يحدد العلماء ما تبقى من هذا الهيكل قبل الغزو النوبي. والواضح أن بعض مؤسسات أويو مأخوذة من الإنجازات المبكرة التي تحققت في إيفي. بعد أن خرج أويو من المنفى في أوائل القرن السابع عشر، أصبحت شخصيته ذات طابع عسكري بشكل ملحوظ بدرجة كبيرة. ويتمثل تأثير الحضارة اليوربية التي تتسم بالعدوانية في المفروضة على أوبا (الملك) والأدوار المسندة إلى مجلسه.

#### حاكم أويو
الأوبا (الذي يعني «ملك» في اللغة اليوروبية) في أويو، والذي كان يُشار إليه بلقب حاكم أويو، (Alaafin تعني «مالك القصر» في يوروبا)، كان هو رئيس الإمبراطورية والحاكم المطلق للشعب. وكان مسئولاً عن الحفاظ على أمن الدول الفرعية وحمايتها من التعرض للهجوم، وتسوية الخلافات الداخلية بين الحكام الفرعيين، والقيام بدور الوسيط بين هؤلاء الحكام الفرعيين وشعوبهم. وكان من المتوقع أيضًا أن يقدم حاكم أويو الهدايا ومظاهر الاحتفاء والتكريم لمرؤوسيه. وفي المقابل، يجب على جميع الحكام الفرعيين إجلال الأوبا وتجديد ولائهم في الاحتفالات السنوية. وأهمها احتفال بيري، الذي كان يُقام بمناسبة الاحتفال بنجاح الحاكم أثناء فترة حكمه. بعد الانتهاء من حفل بيري كان من المفترض أن يسود السلام في الأراضي اليوروبية لمدة ثلاث سنوات.

##### اختيار الحاكم
لم تكن إمبراطورية أويو قائمة على النظام الملكي الوراثي أو نظام السلطة المطلقة. اختارت أويو ميسي الحاكم. لم يكن دائمًا على علاقة مباشرة بسلفه، على الرغم من أنه كان من الضروري أن يكون منحدرًا من أورانيان (المعروف أيضا باسم أورانميان)، أحد أبناء أودودوا (المعروف أيضاً باسم أودودوا، أودوا) وأن يكون قادمًا من إقليم أونا إسوكون (وهو أحد الأقاليم الملكية الثلاثة). في بداية إمبراطورية أويو، دائمًا ما كان يخلف الابن الأكبر للحاكم والده في اعتلاء العرش. لكن، أدى هذا الأمر في بعض الأحيان إلى وجود رغبة لدى الابن الأكبر، أي الأمير الأكبر، أريمو، في تسريع وفاة والده. كما أن الأريمو من جانبه كان قويًا إلى حد كبير بصرف النظر عن إمكانية اعتلاء العرش. على سبيل المثال، جرى العرف بعدم قيام الحاكم بمغادرة القصر، إلا أثناء الاحتفالات الهامة، مما أدى إلى تقليص سلطته في الواقع. أما الأريمو فكان كثيرًا ما يغادر القصر. مما جعل المؤرخ إس جونسون (S. Johnson) يلاحظ أن: «الأب ملك القصر، والابن ملك عامة الشعب». كانت هناك رغبة لدى المجلسين اللذين اختارا الحاكم باختيار حاكم ضعيف بعد انتهاء ولاية حاكم قوي حتى لا يصبح المنصب مصدرًا للقوة المطلقة.

##### الإيلاري
قام حاكم أويو بتعيين مجموعة معينة من المسؤولين الدينيين والحكوميين، وهم دائمًا ما كانوا خصي. كان يُطلق على هؤلاء المسؤولين اسم إيلاري أو أصحاب أنصاف الرؤوس، وذلك بسبب قيامهم بحلق نصف رؤوسهم ووضع ما كان يُعتقد بأنه مادة سحرية به. كما تم تقسيم المئات من الإيلاريين بالتساوي بين الجنسين. الأعضاء المبتدئون من الإيلاريين كانوا يقومون بأعمال الخدم، أما الأكبر سنًا فكانوا يقومون بدور الحراس أو أحيانًا بدور الرسل الذين يتم إرسالهم إلى العالم الآخر تطوعًا. ارتبطت ألقابهم بالملك مثل أوبالولو («الملك هو الأعظم») أو ماداريكان («لا تعارضه»). كما كانوا يحملون ريش حمراء وخضراء كدليل على وضعهم.
جميع المحاكم الفرعية في أويو كان لديها إيلاري يعمل كجاسوس ومحصل ضرائب. عيّن أويو هؤلاء لزيارة داهومي وممر إجبادو والإقامة بهما أحيانًا لتحصيل الضرائب والتجسس على ما تحققه داهومي من إنجازات عسكرية، بحيث يتمكن حاكم أويو من شق طريقه. كان يوجد مسؤولون مماثلون في إيفي، كما يشهد بذلك فن المصنوعات الفخارية الذي يصفهم.

#### المجالس
على الرغم من أن حاكم أويو كان الحاكم المطلق للشعب، إلا أنه لم يكن يتمتع بمطلق السلطة. فأويو ميسي وجماعة إيرث اليوروربية المعروفة باسم أوجبوني كانت دائمًا ما تراقب ما يتمتع به الأوبا من سلطة. أويو ميسي كانت تتحدث نيابة عن السياسيين أما الأجبوني فكانوا يتحدثون عن الأفراد الذين تدعمهم سلطة الدين. كانت تتوقف سلطة حاكم أويو فيما يتعلق بأويو ميسي وأجبوني على ما يتمتع به من شخصية وذكاء.
- أويو ميسي

الأويو ميسي كانوا عبارة عن سبعة مستشارين رئيسيين بالولاية. كما كانوا يشكلون المجلس الانتخابي ويتمتعون بسلطات تشريعية، أشبه ما يكون بالكونجرس الموجود في الولايات المتحدة حاليًا. الأعضاء السبعة لهذا المجلس هم، باشورن، وأجاكن، وسامو، وألابيني، ولاجونا، وأكينيكو، وأشيبا. كانوا يمثلون صوت الأمة ويحملون المسؤولية الأساسية في حماية مصالح الإمبراطورية. كان من الواجب على الحاكم أخذ المجلس معه كلما حدث أمر هام من شأنه التأثير على الولاية. كان على كل رجل تنفيذ واجب ما تجاه الولاية في المحكمة في كل صباح وفترة ما بعد الظهر. كما كان لكل مستشار من الميسي نائب ليرسله إلى الحاكم عندما يكون عدم حضوره أمرًا لا مفر منه.
لقد أحكموا سيطرتهم على الجيش. استشار رئيس المجلس، باشورن، عرافة إيفا من أجل موافقة الآلهة. كان ينظر إلى حكام أويو على أنهم معينون من قبل الآلهة. كما كان يتم اعتبارهم على أنهم إيكيجي أوريسا (Ekeji Orisa)، والتي تعني «رفيق الآلهة.» وكان باشورن في مقام رئيس وزراء. فقد كان لديه القول الفصل في ترشيح الحكام الجدد. بعد ذلك تطور دور أويو ميسي ليكونوا بمثابة رقيب على سلطة الحاكم. وكانت سلطة باشورن مماثلة لسلطة الحاكم. على سبيل المثال، نظم الباشورن العديد من الاحتفالات الدينية، بالإضافة إلى كونه القائد الأعلى للجيش، مما أعطاه قوة دينية كبيرة ومستقلة.

##### الأجبوني
لم يتمتع الأويو ميسي بسلطة أو نفوذ مطلق، فبينما كان الأويو ميسي يبسطون نفوذهم السياسي، كان الأجبوني يمثلون رأيًا شعبيًا مدعومًا من سلطة الدين، وبالتالي كان من الممكن التقليل من قوة رأي أويو ميسي من خلال الأجبوني. ومن المثير للاهتمام أنه كان هناك توازنات وضوابط لسلطة الحاكم وأويو ميسي، وبالتالي لم يدعِ أحد السلطة المطلقة. كانت أجبوني جماعة سرية قوية للغاية تألفت من رجال أحرار عرفوا بنضجهم، وحكمتهم، وأهميتهم في الأمور الدينية والسياسية. كانت لأعضائه سلطة هائلة على عامة الشعب لما كان يتمتعون به من مركز ديني. ومن شواهد الطريقة التي انتشرت بها المؤسسة، وجود مجالس للأجبوني في جميع المحاكم الفرعية تقريبًا داخل الأراضي اليوروبية. وبصرف النظر عن واجباتهم في ما يتعلق بعبادة الأرض، كانوا مسؤولين عن الحكم في القضايا التي تتعلق بسفك الدماء. كان لقائد الأجبوني، الأولوو، الحق التام في الوصول المباشر إلى حاكم أويو لأي أمر من الأمور.

#### تنحية حاكم أويو
كانت جميع احتفاليات أورن من بين أهم مسؤوليات الباشورن. ويقام هذا التنجيم الديني في كل عام لتحديد ما إذا كان أعضاء ميسي لا يزالون يدينون بالعرفان للحاكم. إذا قرر المجلس عدم الموافقة على الحاكم، يمثل الباشورن الحاكم بيقطينة فارغة، أو بيضة ببغاء كعلامة على ضرورة انتحاره. وكانت هذه هي الطريقة الوحيدة للإطاحة بالحاكم لأنه لا توجد طريقة قانونية لعزله. وبمجرد تقديم بيضة الببغاء، يعلن الباشورن، «الآلهة ترفضك، والناس يرفضونك، والأرض ترفضك.» كان يجب على ابن الحاكم الأكبر، والسامو، ومستشاره الشخصي، وعضو من أويو ميسي الانتحار جميعًا لتجديد الحكومة كافة. تتم هذه العملية والانتحار كذلك أثناء احتفال أورن.

### الجيش
كانت هناك درجة عالية من الاحتراف في جيش إمبراطورية أويو. يرجع جزء كبير من النجاح العسكري إلى سلاح الفرسان فضلاً عن قيادة ضباط أويو وشجاعة محاربيها. ونظرًا لأن التركيز الجغرافي كان في شمال الغابات، تمتعت أويو بزراعة أسهل وبالتالي نمو منتظم في السكان. وقد أسهم ذلك في قدرة أويو على استخدام أعداد ضخمة من القوات بشكل دائم. كانت هناك عقيدة راسخة في جيش أويو حيث كان النصر واجبًا والهزيمة أمرًا بالانتحار. أسهمت سياسة «إفعل أو مت بلا أدنى شك» في عدوانية جنرالات اويو.

#### سلاح الفرسان
كانت إمبراطورية أويو الولاية اليوروبية الوحيدة التي تتبنى سلاح الفرسان؛ لقد فعلت ذلك لأن معظم مناطقها كانت في السافانا الشمالية. وهناك خلاف حول نشأة سلاح الفرسان؛ ومع ذلك، استخدمت شعوب النوبى، وبورجيو، وهوسا في المناطق المجاورة سلاح الفرسان وربما كان لديهم نفس المصدر التاريخي. كانت أويو قادرة على شراء الخيول من الشمال والحفاظ عليها في العاصمة نظرًا لخلوها الجزئي من ذبابة التسي تسي. كان سلاح الفرسان الزراع الطويلة لإمبراطورية أويو. وتألفت الحملات في أواخر القرن السادس عشر والقرن السابع عشر بالكامل من سلاح الفرسان. غير أن هذا الأمر كانت له آثار سلبية. فلم تستطع أويو المحافظة على جيشها المتألف من سلاح الفرسان في الجنوب ولكنها كانت تمتلك القدرة على شن الغارات وقتما شاءت.
كان سلاح الفرسان في المجتمعات المتقدمة جدًا مثل أويو ينقسم إلى خفيف وثقيل. ويتم تسليح سلاح الفرسان الثقيل، المتألف من الخيول الكبيرة المستوردة، برماح الطعن الثقيلة أو الحراب وكذلك السيوف. أما سلاح الفرسان الخفيف المتألف من مهور أصلية أصغر، فكان يتم تسليحه برماح الرمي والأقواس. لم تضم قوات سلاح الفرسان النبلاء فحسب، الشريحة الأساسية في حروب غرب إفريقيا، بل ضمت أيضًا عبيدًا من ولايات هوسا، ونوبي، وبورنو.

#### المشاة
كان لسلاح المشاة في المنطقة المحيطة بأويو زي موحد في الدروع والأسلحة. ووضع جميع المشاة في المنطقة دروعًا، ويحملون سيوفًا، ورماحًا من نفس النوع تقريبًا. كانت الدروع مصنوعة من جلود الفيلة أو الثيران بطول أربعة اقدام وقدمي عرض  كما كان 3-قدم-long (0.91 م) السيف الثقيل السلاح الأساسي في المعارك المتلاحمة. واستخدم اليوربيون وجيرانهم الحراب الشائكة التي يمكن رميها بدقة على بعد 30 خطوة تقريبًا.

#### هيكل الجيش
استخدمت إمبراطورية أويو، كباقي الإمبراطوريات قبلها، كلاً من القوات المحلية والفرعية لتوسيع نطاقها. وكان هيكل جيش أويو قبل عصرها الإمبريالي بسيطًا ومتماشيًا مع الحكومة المركزية بالعاصمة أويو. وكان ذلك ملائمًا في القرن الخامس عشر حيث لم تكن أويو تسيطر سوى على معقلها. وخضع هيكل الجيش لتغييرات عدة، لتحقيق المزيد من الغزوات والمحافظة عليها.

##### الإيسو
احتفظت أويو بجيش شبه دائم من جنود سلاح الفرسان المتخصصين أطلق عليهم الإسو أو الإيشو. وكان هؤلاء سبعين من قادة الحروب الصغار الذين رشحهم أويو ميسي ووافق حاكم أويو عليهم. ويتم تعيين الإسو بناءً على المهارة القتالية دون النظر إلى الحالة المادية وقادهم آر أونا كاكانفو (Are-Ona-Kakanfo).
بعد عودة أويو من المنفى أنشأ منصب آر أونا كاكانفا كالقائد العسكري الأعلى. وكان عليه العيش في الأقاليم الحدودية ذات الأهمية القصوى لمراقبة العدو ومنعه من اغتصاب سلطة الحكومة. خلال عهد أويو الإمبريالي، قام آر أونا كاكانفو بقيادة الجيش شخصيًا في الميدان خلال جميع الحملات.

##### جيش العاصمة
لأن آر أونا كاكانفا لم يكن بمقدوره التواجد بالقرب من العاصمة، كان لا بد من اتخاذ التدابير لحمايتها في الحالات الطارئة. كان باشورن، قائد أعضاء ميسي، هو الذي يقود القوات المتواجدة داخل العاصمة أويو. وكما ذكر سابقًا، تم تقسيم العاصمة أويو إلى ستة أقاليم موزعة بالتساوي بواسطة النهر. كانت قوات الأقاليم مجموعة في جيشين، تحت قيادة الأونيكوي (Onikoyi) والأوكيري (Okere) ناحية الجانب الشرقي والغربي من النهر بشكل متوالٍ. كان قادة الحرب الأقل درجة يطلق عليهم «بالوجن»، وهو لقب حمله جنود الولاية التي خلفت أويو، إيبادان.

##### الجيش الفرعي
كان القادة الروافد وحكام المقاطعات مسؤلين عن جمع الجزية والمساهمة بجنود تحت قيادة محلية إلى الجيش الإمبراطوري في أوقات الطوارئ. أحيانًا، كان يتم أمر القادة الفرعيين بمهاجمة الأراضي المجاورة من غير دعم من الجيش الإمبراطوري الرئيسي. وكان يتم استخدام هذه القوات في كثير من الأحيان في حملات أويو البعيدة على الساحل أو ضد الدول الأخرى.

### التجارة
أصبحت أويو مركز التجارة الجنوبي للتجارة عبر الصحراء. كما كانت تجري المقايضات في الملح، والجلود، والخيول، وجوز الكولا، والعاج، والنسيج، والعبيد. برع سكان العاصمة أويو من اليوربا بشكل بالغ في صنع المراكب والمصنوعات الحديدية. وبصرف النظر عن ضرائب المنتجات التي تدخل المملكة أو تخرج منها، أصبحت أويو أيضًا غنية من الضرائب المفروضة على القبائل التابعة. كانت الضرائب المفروضة على مملكة داهومي وحدها تجلب مبلغًا قدره 638 ألف دولار سنويًا.

#### تجارة العبيد
جعل نجاح أويو الإمبراطوري اليوروبا اللغة المشتركة حتى شواطئ فولتا تقريبًا. وفي أواخر القرن الثامن عشر، كان جيش أويو مهملاً حيث لم تكن هناك حاجة للقيام بمزيد من الغزوات. فبدلاً من ذلك، اتجهت أويو نحو التجارة ولعبت دور الوسيط في تجارة العبيد عبر الصحراء وعبر المحيط الأطلسي. فوضع الأوروبيون الذين يجلبون الملح رحالهم على أرض أويو خلال عهد الملك أوبالوكن. وبفضل سيطرتها على الساحل، تمكن تجار أويو من التجارة مع الأوربيين في بورتو نوفو (Porto Novo) والهويدا. في هذه الاماكن كان يتم بيع أسرى إمبراطورية أويو والمجرمين للمشترين الهولنديين والبرتغاليين.

### بلوغ القمة

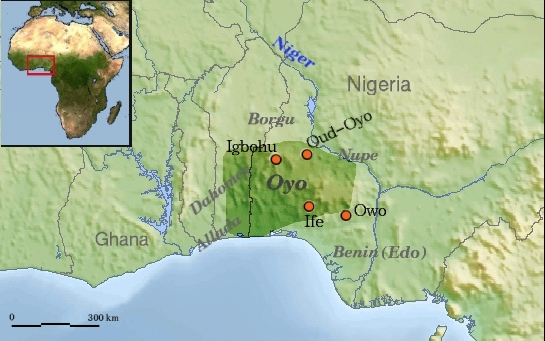
إمبراطورية أويو والدول المحيطة عام 1700 تقريبًا.

بحلول عام 1680، امتدت إمبراطورية أويو لأكثر من 150000 كيلو متر مربع. ووصلت لذروة قوتها في القرن الثامن عشر. وعلى الرغم من العنف الذي بدى في إنشائها، إلا أنها تماسكت مع بعضها البعض من خلال المصلحة المتبادلة. كانت الحكومة قادرة على تحقيق تماسك المساحات الشاسعة من خلال مزيج من الحكم الذاتي والسلطة الإمبراطورية.
وعلى عكس إمبراطوريات السافانا العظيمة، منها الأويو التي لا يطلق عليها خليفة لأنها خليفة إيفي، لم يكن هناك نفوذ إسلامي ملحوظ في الإمبراطورية. ومن المعروف أن بعض المسؤولين المسلمين ظلوا في العاصمة أويو، وقام التجار الفرنسيون بالإبلاغ عن الرجال القادرين على الكتابة والحساب بالعربية في عام 1787.

## الانهيار
يعتقد الكثيرون أن انهيار إمبراطورية أويو بدأ من عام 1754 مع المؤامرات السلالية وانقلابات القصر التي دبرها رئيس وزراء أويو باشورن جاها (Bashorun Gaha). تآمر جاها، في سعيه للسلطة المطلقة، مع أويو ميسي وإلى حد ما مع الأجبوني لإرغام الحكام الأربعة المتعاقبين على القيام بالانتحار التعبدي بعد تمثيلهم الرمزي ببيضة الببغاء. بين شهري يونيو وأكتوبر من عام 1754 فقط، نجح جاها في إرغام حاكمين على القيام بالانتحار؛ فقد أمضى الحاكم لابيسي على العرش 17 يومًا فقط فيما أمضى أونبيوجو أيضًا 130 يومًا فقط على العرش. لم تنته خيانة جاها حتى عام 1774 أثناء عهد الحاكم أبيودن، الحاكم الخامس الذي خدم معه. قام أبيودن (Abiodun) فيما بعد بإعدام جاها (Gaha) ولكن حالة عدم الاستقرار التي تسببت فيها هذه المؤامرات زادت من ضعف أويو وفقرها.
قام أيضًا الحاكم أبيودن (Abiodun) خلال عهده بحملات فاشلة ضد بورجيو (Borgu) عام 1783 ونوبي (Nupe) عام 1789 خسر خلالها ما يعادل 11 و13 جنرالاً ورجالهم تباعًا. كما لقي أبيودن فيما بعد على يد ابنه أولي (Awole) الذي اعتلى بالتالي عرش والده.
الأحداث التي أدت إلى انفصال إيلورن (Ilorin) عام 1793. كانت إيلورن معسكرًا تحت قيادة آر أونا كاكانفو أفونجا، وكان به سكان كثر من عبيد هوسا، وبورجيو، ونوبي ممن كانوا مسؤولين عن خيول الملك وسلاح الفرسان. استغل أفونجا الأمر مع أولي عندما أمره بمهاجمة بيت الأمهات الخاص بالحاكم أبيودن (Abiodun)، إوير إلي (Iwere-ile). نظرًا لكون أفونجا ملزمًا بقسم وعدم رغبته في أن تناله لعنة الحاكم السابق أصدر قرارًا بقتل أي آر أونا كاكونفو يهاجم إوير إلي (بيت الأمهات الخاص به) غير أن أفونجا تجاهل هذا الأمر. كان هناك سبب آخر عام 1795 عندما طلب أولي مرة أخرى من أفونجا مهاجمة مدينة السوق بأبوميو والتي كانت جزءًا من إلي إيفي. ونظرًا للاعتقاد اليوروبي أن إيفي هي البيت الروحي ليوروبا، أقسم جميع الحكام على عدم مهاجمة إيفي أبدًا. قام أفونجا بتنفيذ أمر أولي وأطاح بأبوما ولكن أثناء عودة الجيش من أبوما سار أفونجا في العاصمة أويو إلي (التي كانت من المحرمات)، وطالب بتخلى أولي عن السلطة. وفي النهاية قام أولي بتنفيذ الانتحار التعبدي.
بعد موت أولي، كان هناك تنازع على العرش من قبل العديد من المتنافسين، وذُكر أن بعضهم أمضى أقل من ستة أشهر على العرش، كما كانت هناك أيضًا فترة خلو للعرش لما يقارب العشرين عامًا حيث لم تتمكن الفصائل المختلفة من الاتفاق على مرشح لتولي العرش. أدت فترة الفراغ هذه إلى صعود القادة العسكريين والإقليميين الأقوياء مثل أديجن (Adegun)، وأونوكوي (Onikoyi) وغيرهم مثل أوتون آر أونا كاكانفو (otun Are-Ona Kakanfo)، وآر أونا كاكانفو أليمي (Are-Ona kakanfo Alimi)، وسولاجبريو (Solagberu)، الذي كان قائدًا للمجموعات السكانية المسلمة المتنامية في أويو (Oyo). أدت هذه القوى الجديدة إلى فقد احترام منصب الحاكم بسبب المشاحنات السياسية وفقد السلطة المركزية في هذا الوقت، هذا الوضع في النهاية أدى إلى قيام أفونجا بفصل إيلورن عن أويو (Oyo) في عام 1817 بمساعدة مسلمي أويو (Oyo). وفي عام 1823، وبعد مقتل أفونجا على يد حلفائه، شيهو اليمي (Shehu Alimi) وسولاجبرو (Solagberu) (تم قتل سولاجبرو أيضًا على يد ابن اليمي)، أصبحت إيلورين جزءًا من خلافة صكتو (Sokoto Caliphate). وبحلول الوقت الذي زار فيه الكابتن هيو كلابيرتون (Captain Hugh Clapperton) أويو إلي (Oyo-Ile) عام 1825 إبان عهد الحاكم ماجوتو (Alaafin Majotu)، كانت الإمبراطورية بالفعل في حالة انهيار. سجلت مجموعة كلابيرتون (Clapperton) قيام فولاني (Fulani) (إيلورين) بإحراق العديد من قرى أويو (Oyo) فيما سعى أيضًا ماجوتو (Majotu) في الحصول على مساعدة الملك الإنجليزي وحاكم بينين (Oba of Benin) لإخماد تمرد إيلورن. لاحظ كلابيرتون أيضًا نقص الخيول، وبالرغم من أن أويو (Oyo) كانت مشهورة بضخامة قوات سلاح الفرسان، ربما كان لذلك علاقة بتمركز جنود الإمبراطورية وسلاح الفرسان في إيلورن تحت قيادة أفونجا وخلفاء أليمي فيما بعد.
وبالتالي قامت إيلورن بمحاصرة أوفا وبدأت بمداهمة قرى أويو وحرقها، ونهبها، وأخيرًا تدمير العاصمة أويو إلي عام 1835.

### خسارة ممر إجبادو
بسبب تمزيق أويو لنفسها أجزاءً عبر المكائد السياسية، بدأت البلدان التابعة لها باستغلال الوضع للضغط من أجل الاستقلال. قام إجبا (Egba)، تحت قيادة ليشابي (Lishabi)، بذبح الإيلاري المتمركزين في منطقتهم وانطلقوا بقوات انتقامية من أويو.

### ثورة داهومي
في عام 1823، ذكر أن داهومي أغارت على القرى التي كانت تحت حماية أويو للحصول على العبيد الذين زاد الطلب عليهم. وعلى الفور طالبت أويو بتعويض كبير من الملك جيزو (Gezo) للتوغل غير المصرح به، مما جعل جيزو يرسل وكيله البرازيلي، فرانشيسكو فيليكس دي سوزا (Francisco Felix de Souza) إلى حاكم أويو من أجل السلام. وفي نهاية المطاف فشلت محادثات السلام وقامت أويو بمهاجمة داهومي. مُني جيش أويو بهزيمة نكراء، مما أنهى هيمنة أويو على داهومي. بدأت داهومي بمهاجمة الممر بعد حصولها على الاستقلال.

### الجهاد الفولاني
بعد رفض أولي، قام أفونجا رئيس إيلورين في هذا الوقت بتقديم دعوة إلى أحد العلماء المتجولين الفولاني يُدعى العليم الصالح للانضمام إلى صفوفه. وبالقيام بذلك، أمل في تأمين دعم مسلمي يوروبا (غالبيتهم من العبيد المعنيين بالاهتمام بالخيول) والمتطوعين من الفولاني شمالاً للإبقاء على إيلورين مستقلة. وبسبب الصراعات الداخلية التي مزقتها، لم تتمكن أويو من الدفاع عن نفسها ضد الفولاني. كما قامت إمبراطورية فولاني بتدمير أويو إلي عام 1835 وانهارت بذلك إمبراطورية أويو عام 1836. حتى هذا اليوم، يسمى حاكم إيلورن التقليدي بالأمير، بينما يسمى الملوك في باقي مدن يوروبا أوبا أو بالا (بالا أو بابا أونيل (Baba Onile) التي تعني «أبو الأرض» أو «رب الأرض»).

### آجو دي أويو (Ago d'Oyo)
بعد تدمير أويو إلي، تم نقل العاصمة جنوبًا، إلى آجو دي أويو. فكر الملك أتيبا (Oba Atiba) في الحفاظ على ما تبقى من أويو بفرض واجب حماية العاصمة في إبادان من إيلورين في الشمال والشمال الشرقي. كما حاول جلب الآجايي (Ijaye) لحماية أويو من الداهوميين غربًا. وبالفعل تم نقل مركز سلطة يوروبا غربًا إلى إبادان، وهي معسكر يوروبي حربي كان يسكنه قادة أويو عام 1830.

### السقوط النهائي
فشلت مناورة أتيبا، ولم تستعد أويو أبدًا صدارتها في المنطقة. فأصبحت تحت حماية بريطانيا العظمى عام 1888 قبل المزيد من التفكك بسبب الفصائل المتناحرة. لم يظهر لولاية أويو أية مظاهر للسلطة عام 1896. ومات أتيبا عام 1905. (الملك أتيبا أو كما كان يسمى أتيبا أتوباتيلي (Atiba Atobatele)، لم يمت عام 1905 لكنه مات عام 1859، لقد كان ابنه أديمي الأول (Adeyemi I) وثالث حاكم يحكم أويو الحالية هو من مات عام 1905. انظر List of rulers of the Yoruba state of Oyo) خلال الفترة الاستعمارية، كان اليوروبا إحدى المجموعات الأكثر تحضرًا (يعيشون في مدينة مثل المناطق) في إفريقيا. تجدر الإشارة إلى أن ما يقرب من 22% من السكان عاشوا في مناطق كبيرة بعدد سكان تعدى 100000 وما يزيد على 50% في مدن عدد سكانها 25000 شخص أو أكثر. وقد كان مؤشر التحضر عام 1950 قريبًا من الولايات المتحدة، باستثناء إيلورين. ولا يزال اليوروبا أكثر المجموعات العرقية تحضرًا في إفريقيا إلى الآن. وازدهرت المدن القديمة التي كانت مرتبطة بأويو مثل إيبادن، وأوسوجبو، وأوجبوموسو وبعد الانهيار.

## وصلات خارجية
- Haffenreffer Museum of Anthropology